# WET (公司)
WET是一家总部位于美国洛杉矶的音乐喷泉设计及制造公司，由三名前迪士尼幻想工程师于1983年创立。该公司开创了许多当今景观喷泉中普遍使用的技术，并拥有60多项与照明、水控制和喷泉设备有关的专利。

## 作品
自创立以来WET设计并制造了250多个喷泉和水景，在全球20多个国家/地区拥有业务。其中一些知名作品如下：
| 作品             | 地点                     | 建成时间 | 图片 |
| ---------------- | ------------------------ | -------- | ---- |
| 雷夫森喷泉       | 美国纽约林肯表演艺术中心 | 2009年   |      |
| 迪拜喷泉         | 阿联酋迪拜               | 2009年   |      |
| 奥林匹克公园喷泉 | 俄羅斯索契冬奥会         | 2014年   |      |
| 永利皇宫表演湖   | 澳門永利皇宫             | 2016年   |      |
| 雨漩涡           | 新加坡星耀樟宜           | 2019年   |      |
| Surreal          | 阿联酋迪拜世博会         | 2020年   |      |